# Кулим
 Тази статия е за града в Малайзия.  За окръга вижте Кулим (окръг).  
Кулим (на малайски: Kulim) е град в северозападна Малайзия, административен център на окръг Кулим в щата Кедах. Населението му е около 150 000 души (2007).
Разположен е на 52 метра надморска височина в северозападната част на полуостров Малака, на 16 километра източно от бреговете на Малакския проток и на 85 километра южно от Алор Сетар. Селището възниква през XVIII век, а днес е важен промишлен център с производствени бази на производителите на електроника „Интел“ и „Инфинеон“ и завода „Иноком“, в който се сглобяват автомобили на „БМВ“, „Мазда“, „Хюндай“ и други международни марки.